# Robson Nunes
Robson Nunes (São Bernardo do Campo, 6 de agosto de 1982) é um ator, apresentador, cantor, diretor, dublador e humorista brasileiro.

## Carreira
Em 1998, estreou no cinema no filme Boleiros, atuando na sequência em que ele e dois colegas corintianos amedrontam crianças palmeirenses dentro do elevador.
Em 1999, estreou na televisão atuando em Malhação, da Rede Globo.
Em 2005, fundou o espetáculo de stand-up comedy e personagens 3tosteterona, junto com o também humorista Luiz França.
Em 2007, interpretou o jovem Tim Maia no especial Por Toda Minha Vida. Também apresentou os programas Zapping Zone e Disney Channel Games na Disney Channel.
Em 2018, entrou no elenco da novela Espelho da Vida como Bola, assistente de produção e de direção do filme que é realizado na trama.
No ano seguinte, se tornou um dos participantes da terceira temporada do talent show Popstar, da Rede Globo.
Atualmente é jurado do quadro Caldeirola, no Caldeirão com Mion, na Globo.

## Vida Pessoal
Robson Nunes é casado com Micheli Machado desde 2012. Eles tem uma filha, Morena.

## Filmografia

### Televisão
| Ano           | Titulo                         | Personagem                                        | Notas                | Ref.          |
| ------------- | ------------------------------ | ------------------------------------------------- | -------------------- | ------------- |
| 1999–2000     | Malhação                       | Sávio Santos (Savinho)                            |                      |               |
| 2005          | Carandiru, Outras Histórias    | Dadá                                              |                      |               |
| 2005          | Passe o Prato                  | Apresentador                                      |                      |               |
| 2001–2007     | Zapping Zone                   | Apresentador                                      |                      |               |
| 2007          | Disney Planet                  | Apresentador                                      |                      |               |
| 2007          | Disney Channel Games           | Participante                                      |                      |               |
| 2007          | Por Toda Minha Vida            | Tim Maia (jovem)                                  |                      |               |
| 2008          | High School Musical: A Seleção | Narrador                                          |                      |               |
| 2009– 10      | Quando Toca o Sino             | Ramiro                                            |                      |               |
| 2010          | Alice                          | Nino                                              |                      |               |
| 2014–15       | Que Talento!                   | Anderson Silva                                    |                      |               |
| 2014          | Band na Copa                   | Vanusa Daniela, Tamagoshi e "Ronaldo, o Fenômeno" |                      |               |
| 2014          | Lili, a Ex                     | Bituca                                            |                      |               |
| 2015          | Tim Maia - Vale o que vier     | Tim Maia                                          |                      |               |
| 2016          | Treme Treme                    | Mano Braúlio                                      |                      |               |
| 2016–20       | Xilindró                       | Antônio (Tonhão)                                  |                      |               |
| 2018–19       | Espelho da Vida                | Afrânio da Costa (Bola)                           |                      | [ 11 ] [ 12 ] |
| 2019          | Popstar                        | Participante (7º lugar)                           | Temporada 3          |               |
| 2020–presente | Auto Posto                     | Augusto                                           |                      |               |
| 2020          | Zorra                          | Vários Personagens                                |                      | [ 16 ]        |
| 2021          | Show dos Famosos               | Participante (4º lugar)                           | Temporada 4          |               |
| 2022          | Não Foi Minha Culpa            | Anderson Almeida                                  |                      |               |
| 2022–presente | Caldeirão com Mion             | Jurado                                            | Quadro: “Caldeirola” | [ 17 ]        |
| 2023–presente | Tem que Suar                   | Bruno                                             |                      |               |
| 2023–presente | Use Sua Voz                    | Walfrido                                          |                      | [ 18 ]        |

### Cinema
| Ano  | Título                               | Personagem              | Ref.   |
| ---- | ------------------------------------ | ----------------------- | ------ |
| 1998 | Boleiros                             | Torcedor do Corinthians |        |
| 2003 | Carandiru                            | Dadá                    |        |
| 2006 | Caixa Dois                           | Capilé                  |        |
| 2007 | Não por Acaso                        | Breno                   |        |
| 2007 | O Passado                            | Vendedor                |        |
| 2011 | Família Vende Tudo                   | Webster                 |        |
| 2012 | 2 Coelhos                            | Cleiton                 |        |
| 2012 | As Aventuras de Agamenon, o Repórter | Ronaldo                 |        |
| 2014 | Tim Maia                             | Tim Maia (jovem)        | [ 19 ] |
| 2016 | Mais Forte que o Mundo               | Marquinhos              |        |
| 2018 | Bad Investigate                      | King Negro              |        |
| 2019 | A Primeira Tentação de Cristo        | Baltasar                |        |
| 2021 | O Auto da Boa Mentira                | Lucas                   |        |
| 2023 | Barraco de Família                   | Kleverson               |        |
| 2024 | Dois É Demais em Orlando             | Mauro                   |        |
| 2026 | Chá Revelação                        |                         |        |

## Dublagem

### Televisão
| Ano           | Titulo                      | Personagem                    | Notas                 | Ref.   |
| ------------- | --------------------------- | ----------------------------- | --------------------- | ------ |
| 2015          | SOS Fada Manu               | Gigante, Lobo Mau e Porquinho |                       |        |
| 2016          | Irmão do Jorel              | Sr. Sprok                     | Participação Especial |        |
| 2018–2021     | Operação Big Hero - A Série | Wasabi                        |                       |        |
| 2021–presente | Loki                        | Kang, o Conquistador          |                       | [ 21 ] |

### Cinema
| Ano  | Título                               | Personagem           | Ref.   |
| ---- | ------------------------------------ | -------------------- | ------ |
| 2014 | Operação Big Hero                    | Wasabi               |        |
| 2019 | O Rei Leão                           | Kamari               |        |
| 2021 | Raya e o Último Dragão               | Voz adicional        |        |
| 2023 | Homem-Formiga e a Vespa: Quantumania | Kang, o Conquistador |        |
| 2025 | Abá e Sua Banda                      |                      | [ 22 ] |